# Internationale Deutsche Meisterschaft 2008 (Radsport)
Die Internationale Deutsche Meisterschaft fand 2008 vom 24. März bis 3. Oktober statt.

## Elite Männer

### Rennen
| Datum                     | Rennen                            | Sieger           | Team              |
| ------------------------- | --------------------------------- | ---------------- | ----------------- |
| 24. März                  | Rund um Köln                      | abgesagt         |                   |
| 1. Mai                    | Rund um den Henninger-Turm        | Karsten Kroon    | Team CSC          |
| 12. Mai                   | Neuseen Classics                  | Steffen Radochla | Elk Haus-Simplon  |
| 28. Mai – 1. Juni         | Bayern-Rundfahrt                  | Christian Knees  | Team Milram       |
| 7. Juni                   | GP Schwarzwald                    | Mathias Frank    | Team Gerolsteiner |
| 27. Juni                  | Deutsche Meisterschaft Zeitfahren | Bert Grabsch     | Team High Road    |
| 29. Juni                  | Deutsche Meisterschaft Straße     | Fabian Wegmann   | Team Gerolsteiner |
| 23.–27. Juli              | Sachsen-Tour                      | Bert Grabsch     | Team Columbia     |
| 3. August                 | Sparkassen Giro Bochum            | Eric Baumann     | Team Sparkasse    |
| 20.–24. August            | Rothaus Regio-Tour                | Björn Schröder   | Team Milram       |
| 29. August – 6. September | Deutschland Tour                  | Linus Gerdemann  | Team Columbia     |
| 7. September              | Vattenfall Cyclassics             | Robbie McEwen    | Silence-Lotto     |
| 14. September             | Rund um die Nürnberger Altstadt   | André Greipel    | Team Columbia     |
| 3. Oktober                | Sparkassen Münsterland-Giro       | André Greipel    | Team Columbia     |

### Gesamtwertung
1. Christian Knees, 172 Punkte
2. Fabian Wegmann, 151 Punkte
3. Gerald Ciolek, 124 Punkte
4. Linus Gerdemann, 124 Punkte
5. André Greipel, 121 Punkte
6. Erik Zabel, 115 Punkte
7. Stefan Schumacher, 115 Punkte
8. Bert Grabsch, 108 Punkte
9. Robbie McEwen, 105 Punkte
10. Eric Baumann, 95 Punkte

## Elite Frauen

### Rennen
| Datum          | Rennen                            | Sieger            | Team                         |
| -------------- | --------------------------------- | ----------------- | ---------------------------- |
| 27. Juni       | Deutsche Meisterschaft Zeitfahren | Hanka Kupfernagel | Itera World Sports Star Team |
| 29. Juni       | Deutsche Meisterschaft Straße     | Luise Keller      | Team High Road Women         |
| 22.–27. Juli   | Thüringen-Rundfahrt               | Judith Arndt      | Team High Road Women         |
| 3. August      | Sparkassen Giro Bochum            | Suzanne de Goede  | Equipe Nürnberger            |
| 22.–24. August | Albstadt-Frauen-Etappenrennen     | Trixi Worrack     | Equipe Nürnberger            |
| 14. September  | Rund um die Nürnberger Altstadt   | Judith Arndt      | Team High Road Women         |

### Gesamtwertung
1. Judith Arndt, 153 Punkte
2. Trixi Worrack, 96 Punkte
3. Charlotte Becker, 72 Punkte
4. Luise Keller, 62 Punkte
5. Hanka Kupfernagel, 57 Punkte
6. Suzanne de Goede, 54 Punkte
7. Monica Holler, 50 Punkte
8. Angela Hennig, 46 Punkte
9. Kirsten Wild, 42 Punkte
10. Tina Liebig, 39 Punkte